# Крампанья
Крампанья́ (фр. Crampagna) — коммуна во Франции, находится в регионе Юг — Пиренеи. Департамент коммуны — Арьеж. Входит в состав кантона Вариль. Округ коммуны — Памье.
Код INSEE коммуны — 09103.

## Население
Население коммуны на 2008 год составляло 604 человека.
| 1962 | 1968 | 1975 | 1982 | 1990 | 1999 | 2008 |
| ---- | ---- | ---- | ---- | ---- | ---- | ---- |
| 311  | 321  | 308  | 404  | 509  | 560  | 604  |

## Экономика
В 2007 году среди 409 человек в трудоспособном возрасте (15—64 лет) 298 были экономически активными, 111 — неактивными (показатель активности — 72,9 %, в 1999 году было 71,0 %). Из 298 активных работали 261 человек (131 мужчина и 130 женщин), безработных было 37 (12 мужчин и 25 женщин). Среди 111 неактивных 35 человек были учениками или студентами, 36 — пенсионерами, 40 были неактивными по другим причинам.